# Лаверния, Франсиско
Франсиско (Франк) Мануэль Лаверния Эрнандес (исп. Francisco (Frank) Manuel Lavernia Hernández; 3 апреля 1918, Камагуэй — 19 апреля 2005, Майами, Флорида) — кубинский баскетболист. Участник летних Олимпийских игр 1948 года, серебряный призёр Центральноамериканских и Карибских игр 1946 года.

## Биография
Франсиско Лаверния родился 3 апреля 1918 года в кубинском городе Камагуэй.
Учился в Берия-колледже в американском штате Кентукки, в 1935 году играл в баскетбол за его команду. В 1943 году был капитаном команды Гаванского университета.
В 1946 году в составе сборной Кубы по баскетболу завоевал серебряную медаль Центральноамериканских и Карибских игр в Барранкилье.
В 1948 году вошёл в состав сборной Кубы по баскетболу на летних Олимпийских играх в Лондоне, занявшей 13-е место. Провёл 6 матчей, набрал 31 очко (9 в матче со сборной Ирландии, 8 — с Ираном, 6 — с Перу, 5 — с Мексикой, 3 — с Аргентиной).
Работал патологоанатомом в Гаване и Чикаго.
Умер 19 апреля 2005 года в американском городе Майами.